# 용인 목신리 석조보살입상
용인 목신리 석조보살입상(龍仁 木新里 石造菩薩立像)은 대한민국 경기도 용인시 처인구 원삼면 목신리에 있는, 석조 보살 입상이다. 2001년 12월 20일 용인시의 향토문화재 제55호로 지정되었다.